# 1. divisjon i fotboll 1985
 1. divisjon i fotboll 1985 var Norges högsta division i fotboll säsongen 1985 och löpte från 29 april till 13 oktober 1985. Serien spelades i 22 omgångar. De två lägst placerade lagen åkte ur, medan tredje lägst placerade laget tvingades kvala mot de två grupptvåorna från 2. divisjon 1985. Vinst gav två poäng, oavgjort en.
Serien avgjordes i sista omgången, i matchen mellan Rosenborg och Lillestrøm på Lerkendal Stadion. Lillestrøm hade lett serien sedan fjärde omgången, men Rosenborg låg bara ett poäng bakom då bara en omgång återstod. Rosenborg vann med 1–0 inför 28 569 åskådare, vilket blev nytt publikrekord på Lerkendal, och man vann serien med ett poängs försprång.
I matchen mellan Rosenborg och Bryne blev 7 000 åskådare insläppta gratis på Lerkendal, då man var rädd att människor skulle bli skadade i köerna utanför. Matchen sågs av 18 000 betalande åskådare.

## Slutställning
|    |             | S  | V  | O | F  | +  | −   | P  |
| -- | ----------- | -- | -- | - | -- | -- | --- | -- |
| 1  | Rosenborg   | 22 | 15 | 3 | 4  | 43 | –22 | 33 |
| 2  | Lillestrøm  | 22 | 12 | 8 | 2  | 39 | –11 | 32 |
| 3  | Vålerenga   | 22 | 9  | 6 | 7  | 44 | –31 | 24 |
| 4  | Kongsvinger | 22 | 9  | 6 | 7  | 33 | –34 | 24 |
| 5  | Mjøndalen   | 22 | 9  | 4 | 9  | 40 | –31 | 22 |
| 6  | Start       | 22 | 9  | 3 | 10 | 40 | –44 | 21 |
| 7  | Viking      | 22 | 8  | 5 | 9  | 28 | –36 | 21 |
| 8  | Molde       | 22 | 7  | 7 | 8  | 25 | –33 | 21 |
| 9  | Bryne       | 22 | 6  | 8 | 8  | 34 | –29 | 20 |
| 10 | Moss        | 22 | 7  | 5 | 10 | 29 | –34 | 19 |
| 11 | Brann       | 22 | 8  | 3 | 11 | 26 | –34 | 19 |
| 12 | Eik         | 22 | 2  | 4 | 16 | 15 | –57 | 8  |

S: Spelade matcher, V: Vinster, O: Oavgjort, F: Förluster, +: Gjorda mål, −: Insläppta mål

## Skytteligan
- 23 mål:
  -  Jørn Andersen, Vålerengen
- 18 mål:
  -  Odd Johnsen, Mjøndalen
- 14 mål:
  -  Cato Holtet, Kongsvinger
- 11 mål:
  -  Arve Seland, Start
  -  Joar Vaadal, Lillestrøm
  -  Trygve Johannessen, Viking
  -  Paul Folkvord, Bryne
- 10 mål:
  -  Sverre Brandhaug, Rosenborg
  -  Gøran Sørloth, Rosenborg
- 9 mål:
  -  Tom Sundby, Lillestrøm
- 8 mål:
  -  Kjetil Sagen, Kongsvinger
- 7 mål:
  -  Nils Ove Hellvik, Viking
  -  Vidar Sanderud, Kongsvinger
  -  Sten Glenn Håberg, Start
  -  Geir Henæs, Moss

## Kval
- Tromsø–Sogndal 1–0
- Sogndal–Moss 0–2
- Moss–Tromsø 0–1

### Tabell
|   |         | S | V | O | F | + | −  | P |
| - | ------- | - | - | - | - | - | -- | - |
| 1 | Tromsø  | 2 | 2 | 0 | 0 | 2 | –0 | 4 |
| 2 | Moss    | 2 | 1 | 0 | 1 | 2 | –1 | 2 |
| 3 | Sogndal | 2 | 0 | 0 | 2 | 0 | –3 | 0 |

S: Spelade matcher, V: Vinster, O: Oavgjort, F: Förluster, +: Gjorda mål, −: Insläppta mål